# Аса но ха
Аса но ха (яп. 麻の葉, «Листья конопли»), употребляется также название магара (яп. 麻柄, «Конопляный узор») — традиционный японский орнамент. Геометрически представляет собой триразделённую треугольную мозаику.
Орнамент аса но ха известен как минимум с периода Хэйан (794—1185).
Им украшались буддийские статуи, для чего использовалась техника кириканэ.
Кроме того, участок орнамента в виде шестиконечной звезды использовался в Японии как мон (герб).
Например, «конопляные» моны имеют синтоистские храмы Оасахико-дзиндзя и Аосо-дзиндзя.
Оба храма находятся в префектуре Токусима, где производство ткани из конопли исторически было важным занятием населения, и пишутся через иероглиф «конопля» (麻): соответственно 大麻比古神社 и 青麻神社.
В течение долгого времени узор аса но ха время от времени использовался в качестве декоративного орнамента, в том числе для одежды, но настоящую популярность он обрёл в поздний период Эдо, когда неожиданно стал последним писком моды для женских кимоно благодаря театру кабуки.
В 1809 году в Эдо (Токио) актёр Иваи Хансиро V при исполнении роли главной героини в пьесе «Дочь зеленщика О-Сити» (яп. 八百屋お七 Яоя О-Сити) был наряжен в фурисодэ с узором из мелких точек, складывавшихся в линии орнамента аса но ха.
Узор из равномерно расположенных мелких точек имел в Японии собственное название «каноко» (яп. 鹿の子, «оленёнок»), так как напоминал пятна на спине оленёнка.
Поскольку узор аса но ха был популяризован именно в «точечном» варианте, в Эдо он стал известен под названием «каноко как у Хансиро» (яп. 半四郎の鹿の子 Хансиро: но каноко).
Пьеса про О-Сити имела давнюю традицию в японском театре, и начиная с 1706 года в обычае было одевать главную героиню в кимоно со специфическим гербом «конверт в круге» (яп. 丸に封じ文 мару ни фу:дзибун).
Однако после выступления Иваи Хансиро V орнамент аса но ха стал настолько модным, что сделался стандартом для одежды О-Сити в театрах кабуки и бунраку, а «конверт в круге» для этой роли безоговорочно сдал позиции.
В Осаке приблизительно в это же время актёр кабуки Араси Рикан II надевал одежду с орнаментом аса но ха для роли главной героини О-Сомэ в пьесе «Двойное самоубийство О-Сомэ и Хисамацу» (яп. 染模様妹背門松 Сомэмоё: имосэ кадомацу).
По этой причине в Осаке узор назывался «О-Сомэ гата» (яп. お染形, «узор О-Сомэ»).
Орнамент аса но ха вошёл в моду по всей Японии и стал типичным узором для одежды молодых девушек.
После внедрения в женскую моду ткани с этим рисунком стали часто употребляться для шитья младенческой одежды и детского белья, причём узор приобрёл значение благопожелания: поскольку конопля без особого ухода растёт прямой и высокой, детей одевали в одежду с таким орнаментом, желая, чтобы они быстро росли и были здоровы.
Новорождённых мальчиков одевали обычно в жёлтые или бирюзовые кимоно с узором аса но ха, девочек — в красные.
В настоящее время орнамент аса но ха употребляется главным образом для тканей, идущих на традиционную японскую одежду: кимоно, оби (пояса) и нагадзюбаны (нижние кимоно).
Нередко такой узор изображают на лакированных изделиях или делают звездообразные решётки.

## Иллюстрации

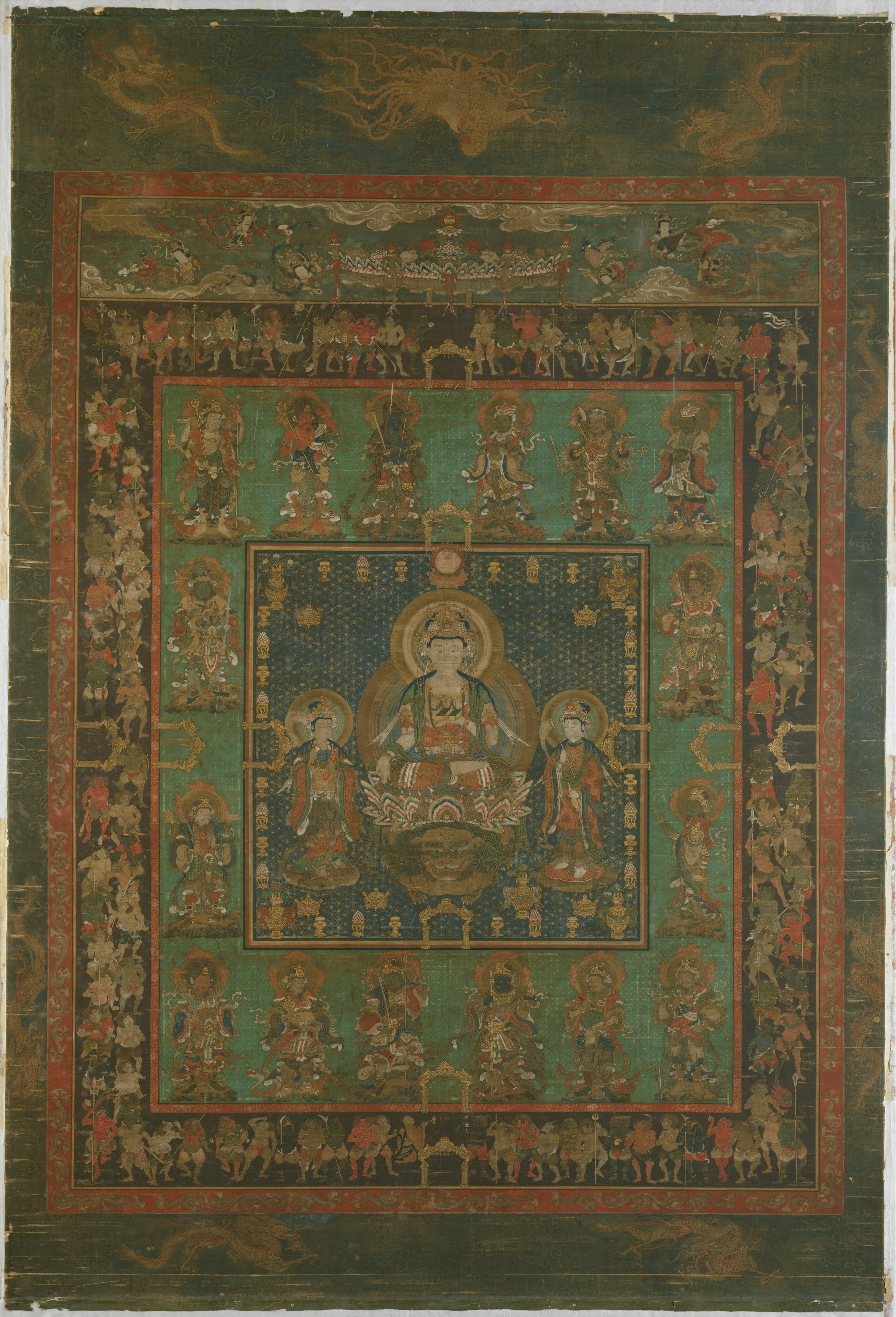
Мандала бодхисаттвы Праджняпарамиты, период Намбоку-тё (1336—1392). В центре, на синем фоне, можно различить вариант узора аса но ха
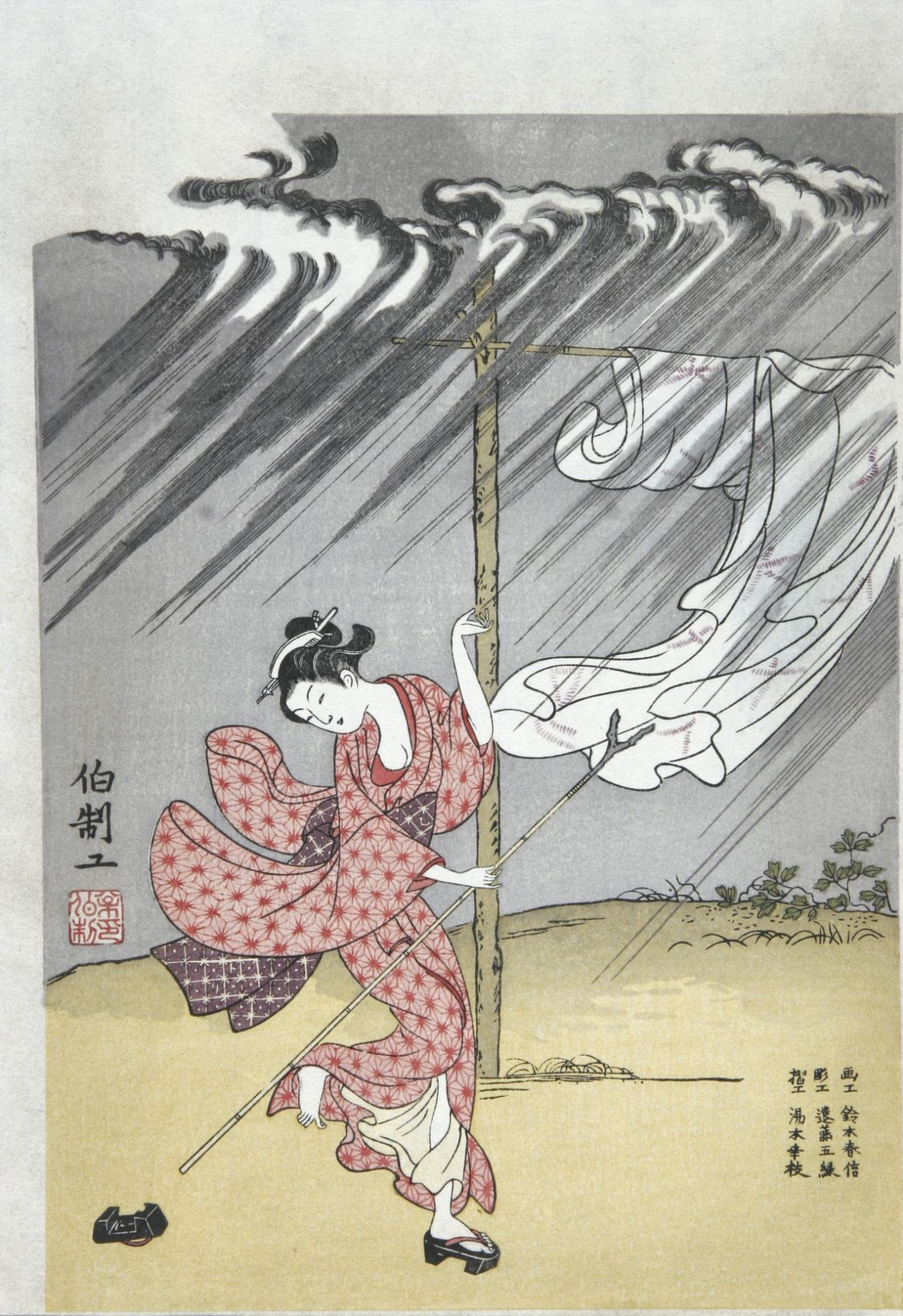
«Женщина под летним ливнем», гравюра Судзуки Харунобу, 1765 год. Женщина одета в кимоно с орнаментом аса но ха
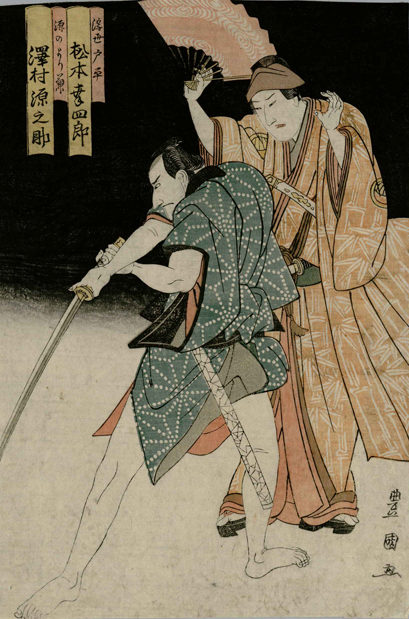
Актёры Савамура Гэнносукэ и Мацумото Косиро разыгрывают ночную дуэль, гравюра Утагавы Тоёкуни, 1790 год. Пример использования орнамента аса но ха в мужской одежде
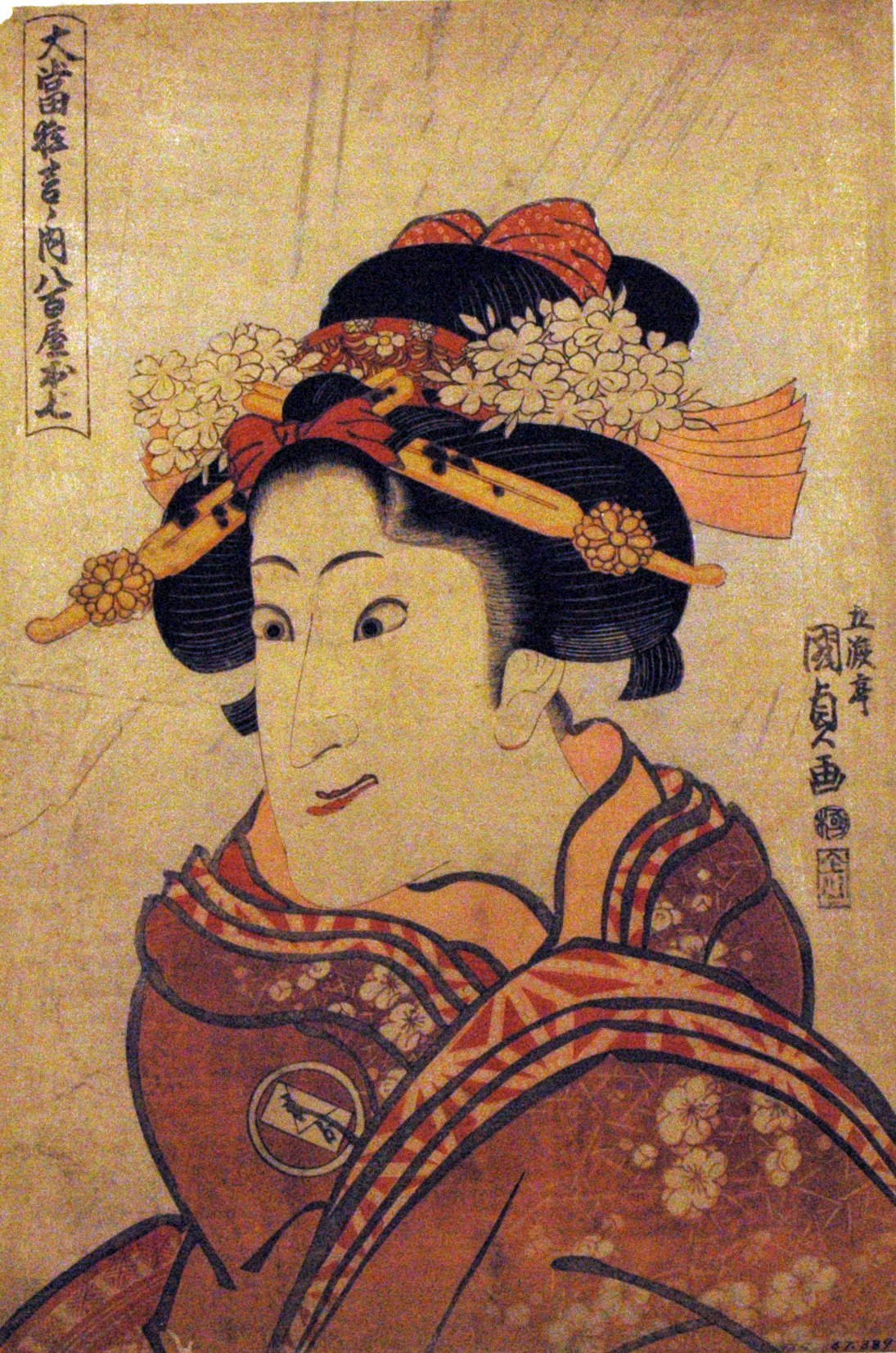
Актёр Иваи Хансиро V[англ.] в роли О-Сити. Гравюра Утагавы Кунисады (между 1812 и 1816 годами). Актёр одет в кимоно с гербом «конверт в круге» на плече, на нижних кимоно заметен узор аса но ха
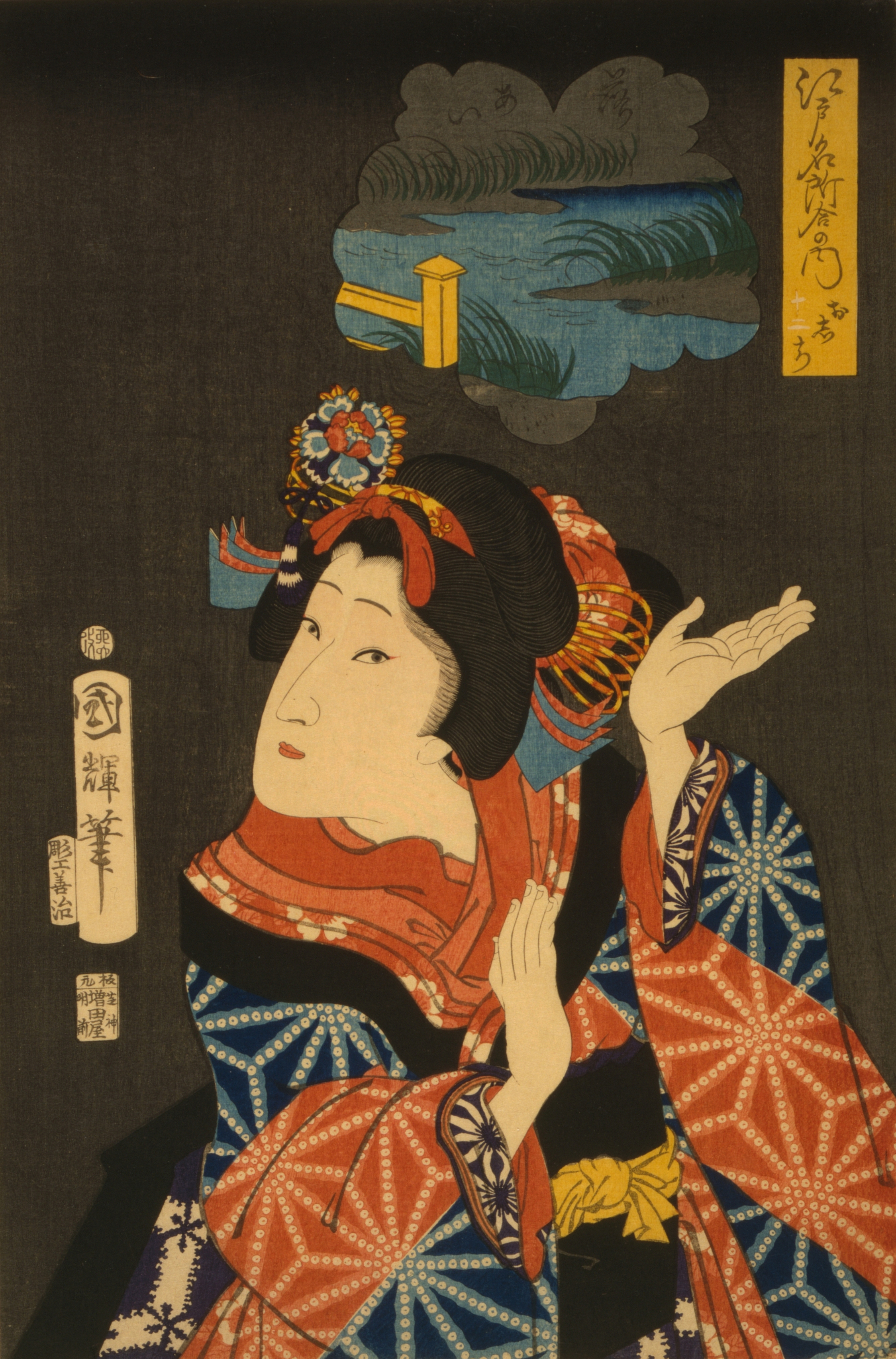
Актёр Иваи Хансиро VIII[англ.] в роли О-Сити. Более поздняя гравюра Утагавы Кунитэру (1867). Актёр одет в кимоно с узором из точек, складывающихся в орнамент аса но ха, герб «конверт в круге» отсутствует
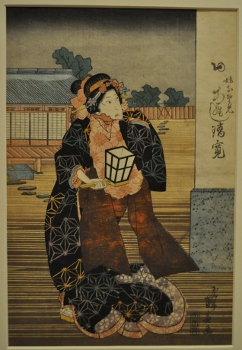
«Араси Рикан II в роли О-Сомэ», гравюра Рюсая Сигэхару[англ.], 1830 год. Одежда актёра украшена узором аса но ха

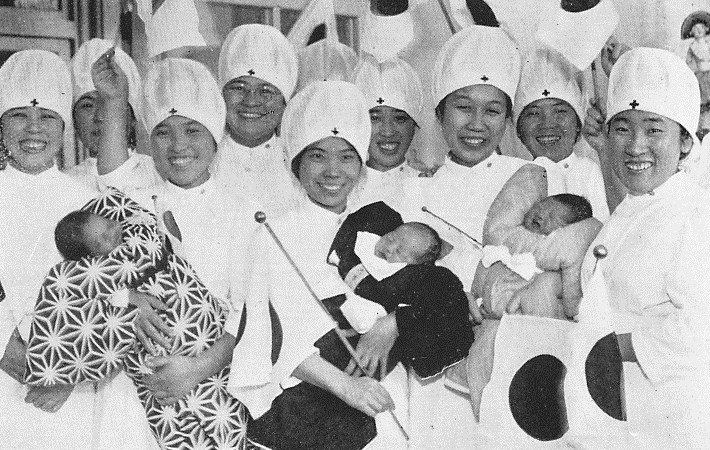
Медсёстры держат младенцев, родившихся в один день с принцем Акихито (23 декабря 1933 года). Фото из журнала «Исторические фотографии» (яп. 歴史写真 Рэкиси сясин), выпуск от февраля 1934 года. На новорождённом слева — кимоно с узором аса но ха
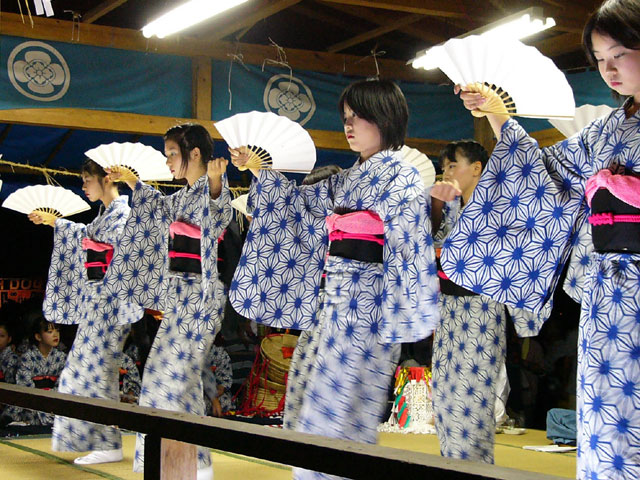
Девушки в юкатах с узором аса но ха выступают с танцем на празднике Обон в 2008 году
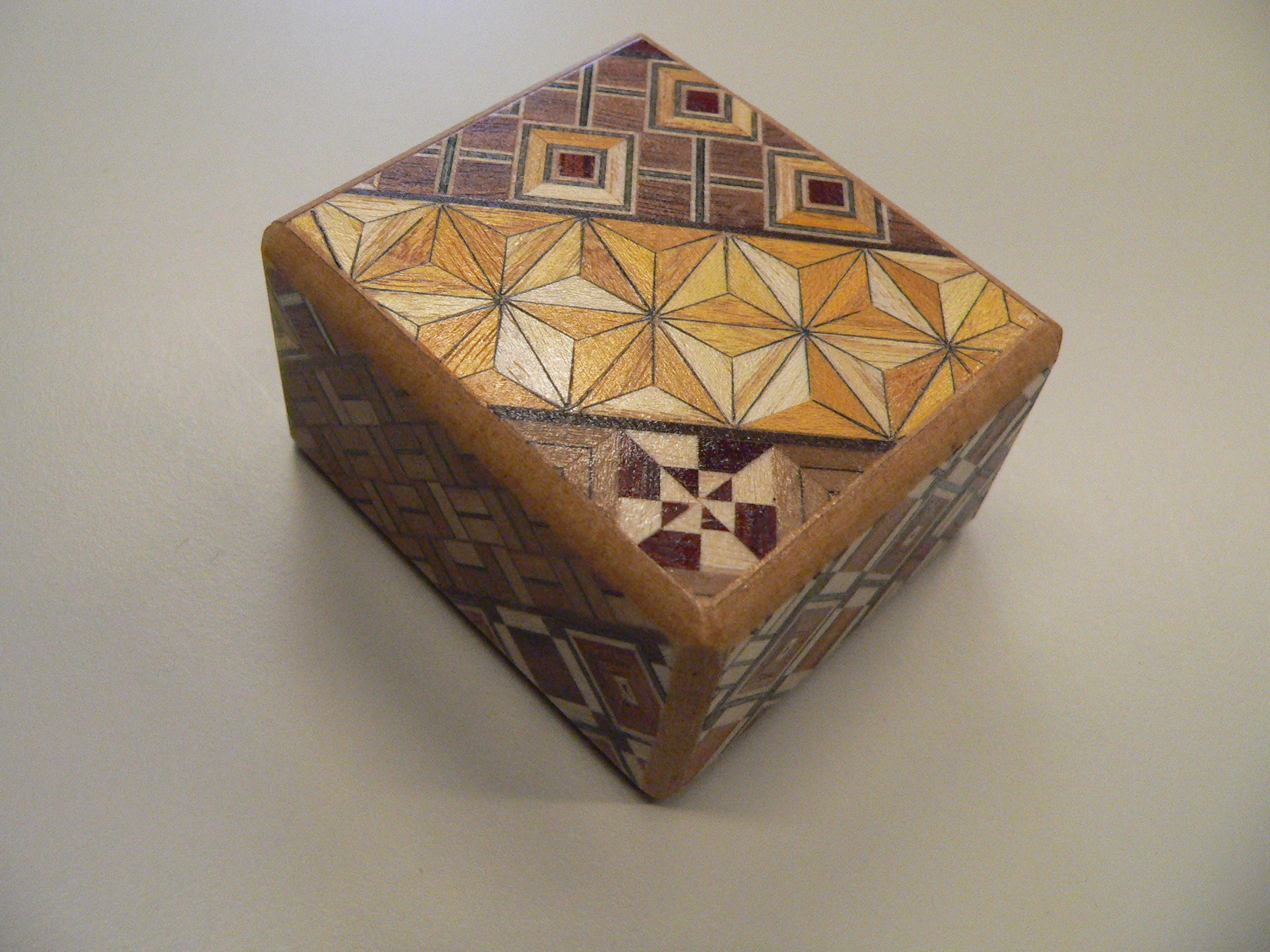
Шкатулка в наборной технике ёсэги[англ.], традиционное ремесло посёлка Хаконэ. На крышке виден орнамент аса но ха
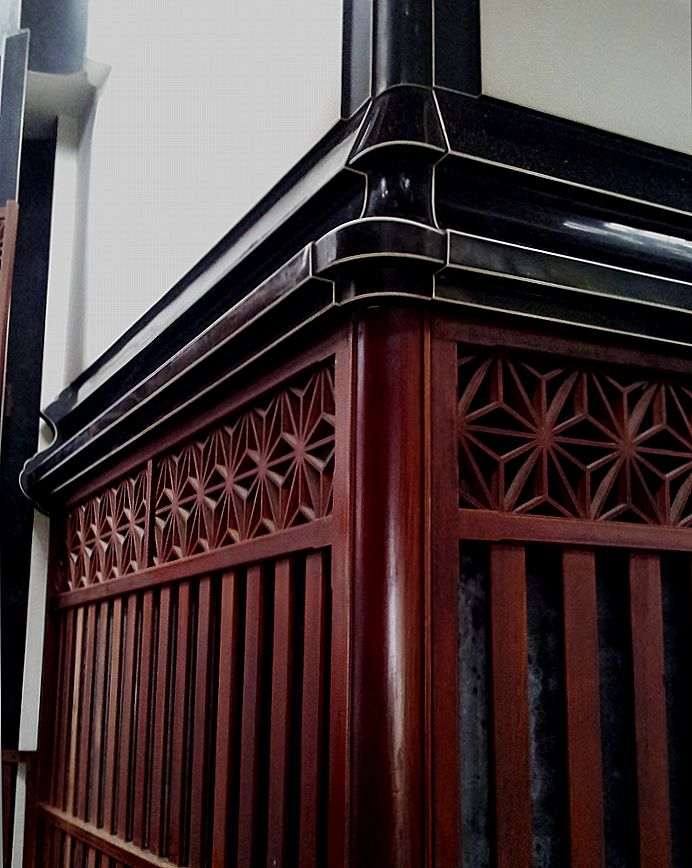
Решётка в виде орнамента аса но ха